# Baby Can I Hold You
Baby Can I Hold You is een nummer van de Amerikaanse singer-songwriter Tracy Chapman. Het nummer verscheen op haar naar zichzelf vernoemde debuutalbum uit 1988. Op 23 oktober van dat jaar werd het nummer uitgebracht als de derde en laatste single van het album. In 1997 werd een cover van de Ierse boyband Boyzone uitgebracht op hun album Where We Belong, welke op 24 november van dat jaar werd uitgebracht als de derde single van het album.

## Achtergrond
Baby Can I Hold You is geschreven door Chapman zelf en is geproduceerd door David Kershenbaum. De plaat werd een redelijke hit in een aantal landen. In thuisland de Verenigde Staten bereikte de plaat de 48e positie in de Billboard Hot 100 en piekte op de 19e positie in de Adult Contemporary-lijst. Het was hiermee haar laatste top 50-hit tot Give Me One Reason uit 1996. In Portugal werd de nummer 1-positie bereikt in juli 1990. Ook in Nieuw-Zeeland en Canada behaalde de plaat de top 30 op respectievelijk de 16e en 27e positie.
In Nederland werd de plaat destijds veel gedraaid op Radio 3 en werd een radiohit op de nationale publieke popzender. Desondanks bereikte de plaat de Nederlandse Top 40 niet, maar werd wél een kleine hit in de Nationale Hitparade Top 100, waar de plaat op  een 89e positie piekte.
In België werd er géén notering  behaald in zowel de beide Vlaamse hitlijsten als de Waalse hitlijst.
In 1997 werd een bekende cover van Baby Can I Hold You uitgebracht door de Ierse boyband Boyzone op hun album Where We Belong. Tevens werd het uitgebracht als single met dubbele A-kant samen met het nummer Shooting Star, dat niet op een album verscheen. Hun versie behaalde de 2e positie in het Verenigd Koninkrijk en Ierland. Een jaar later werd de single ook in de rest van Europa uitgebracht. In Nederland kwam het tot respectievelijk de 32e positie in de Nederlandse Top 40 op Radio 538 en de 43e positie in de publieke hitlijst, destijds de Mega Top 100 op Radio 3FM.
In België bereikte de single de 31e positie in de Vlaamse Ultratop 50. In de Vlaamse Radio 2 Top 30 en de Waalse Ultratop 50 werd géén notering behaald.
In 2005 coverde Boyzone-zanger Ronan Keating het nummer nogmaals als de derde en laatste single van zijn compilatiealbum 10 Years of Hits. In het Verenigd Koninkrijk werd deze single enkel als digitale download uitgebracht en kon zodoende niet in de hitlijsten verschijnen. In Duitsland werd wel een fysieke single uitgebracht, welke de 42e positie in de hitlijsten behaalde.
Andere covers van Baby Can I Hold You zijn gemaakt door Neil Diamond voor zijn album The Best Years of Our Lives uit 1989 en de Jamaicaanse reggaezanger Sanchez, wiens versie uit datzelfde jaar veel werd gedraaid in clubs. Naar aanleiding van de Boyzone-cover nam Chapman in 2000 een nieuwe versie op van het nummer in duet met Luciano Pavarotti voor diens album Pavarotti and Friends for Cambodia and Tibet. Tevens werd de originele single in 2001 opnieuw uitgebracht ter promotie van haar compilatiealbum Collection, welke in Nederland de 91e positie in de  Mega Top 100 op Radio 3FM bereikte.

## Hitnoteringen

### Tracy Chapman

#### Nationale Hitparade Top 100 / Mega Top 100
| Hitnotering week 1 t/m 3: 26-11-1988 t/m 10-12-1988 Hitnotering week 4 t/m 12: 22-12-2001 t/m 23-02-2002 | Hitnotering week 1 t/m 3: 26-11-1988 t/m 10-12-1988 Hitnotering week 4 t/m 12: 22-12-2001 t/m 23-02-2002 | Hitnotering week 1 t/m 3: 26-11-1988 t/m 10-12-1988 Hitnotering week 4 t/m 12: 22-12-2001 t/m 23-02-2002 | Hitnotering week 1 t/m 3: 26-11-1988 t/m 10-12-1988 Hitnotering week 4 t/m 12: 22-12-2001 t/m 23-02-2002 | Hitnotering week 1 t/m 3: 26-11-1988 t/m 10-12-1988 Hitnotering week 4 t/m 12: 22-12-2001 t/m 23-02-2002 | Hitnotering week 1 t/m 3: 26-11-1988 t/m 10-12-1988 Hitnotering week 4 t/m 12: 22-12-2001 t/m 23-02-2002 | Hitnotering week 1 t/m 3: 26-11-1988 t/m 10-12-1988 Hitnotering week 4 t/m 12: 22-12-2001 t/m 23-02-2002 | Hitnotering week 1 t/m 3: 26-11-1988 t/m 10-12-1988 Hitnotering week 4 t/m 12: 22-12-2001 t/m 23-02-2002 | Hitnotering week 1 t/m 3: 26-11-1988 t/m 10-12-1988 Hitnotering week 4 t/m 12: 22-12-2001 t/m 23-02-2002 | Hitnotering week 1 t/m 3: 26-11-1988 t/m 10-12-1988 Hitnotering week 4 t/m 12: 22-12-2001 t/m 23-02-2002 | Hitnotering week 1 t/m 3: 26-11-1988 t/m 10-12-1988 Hitnotering week 4 t/m 12: 22-12-2001 t/m 23-02-2002 | Hitnotering week 1 t/m 3: 26-11-1988 t/m 10-12-1988 Hitnotering week 4 t/m 12: 22-12-2001 t/m 23-02-2002 | Hitnotering week 1 t/m 3: 26-11-1988 t/m 10-12-1988 Hitnotering week 4 t/m 12: 22-12-2001 t/m 23-02-2002 | Hitnotering week 1 t/m 3: 26-11-1988 t/m 10-12-1988 Hitnotering week 4 t/m 12: 22-12-2001 t/m 23-02-2002 | Hitnotering week 1 t/m 3: 26-11-1988 t/m 10-12-1988 Hitnotering week 4 t/m 12: 22-12-2001 t/m 23-02-2002 |
| Week | 1 | 2 | 3 | | 4 | 5 | 6 | 7 | 8 | 9 | 10 | 11 | 12 | |
| --- | --- | --- | --- | --- | --- | --- | --- | --- | --- | --- | --- | --- | --- | --- |
| Positie                                                                                                  | 98 | 90 | 89 | uit | 98 | 91 | 92 | 96 | 95 | 94 | 97 | 94 | 100 | uit |

#### NPO Radio 2 Top 2000
| Nummer met noteringen in de NPO Radio 2 Top 2000 | '17  | '18  | '19  | '20  | '21  | '22  | '23  | '24  |
| ------------------------------------------------ | ---- | ---- | ---- | ---- | ---- | ---- | ---- | ---- |
| Baby Can I Hold You                              | 1977 | 1244 | 1379 | 1234 | 1146 | 1212 | 1130 | 1061 |

1. ↑  Een vetgedrukt getal geeft de hoogste notering aan.
2. ↑  2017 was het eerste jaar met een notering voor dit nummer.

### Boyzone

#### Nederlandse Top 40
| Hitnotering: 14-03-1998 t/m 28-03-1998 | Hitnotering: 14-03-1998 t/m 28-03-1998 | Hitnotering: 14-03-1998 t/m 28-03-1998 | Hitnotering: 14-03-1998 t/m 28-03-1998 | Hitnotering: 14-03-1998 t/m 28-03-1998 |
| Week                                   | 1                                      | 2                                      | 3                                      |                                        |
| -------------------------------------- | -------------------------------------- | -------------------------------------- | -------------------------------------- | -------------------------------------- |
| Positie                                | 35                                     | 32                                     | 39                                     | uit                                    |

#### Mega Top 100
| Hitnotering: 07-03-1998 t/m 09-05-1998 | Hitnotering: 07-03-1998 t/m 09-05-1998 | Hitnotering: 07-03-1998 t/m 09-05-1998 | Hitnotering: 07-03-1998 t/m 09-05-1998 | Hitnotering: 07-03-1998 t/m 09-05-1998 | Hitnotering: 07-03-1998 t/m 09-05-1998 | Hitnotering: 07-03-1998 t/m 09-05-1998 | Hitnotering: 07-03-1998 t/m 09-05-1998 | Hitnotering: 07-03-1998 t/m 09-05-1998 | Hitnotering: 07-03-1998 t/m 09-05-1998 | Hitnotering: 07-03-1998 t/m 09-05-1998 | Hitnotering: 07-03-1998 t/m 09-05-1998 |
| Week                                   | 1                                      | 2                                      | 3                                      | 4                                      | 5                                      | 6                                      | 7                                      | 8                                      | 9                                      | 10                                     |                                        |
| -------------------------------------- | -------------------------------------- | -------------------------------------- | -------------------------------------- | -------------------------------------- | -------------------------------------- | -------------------------------------- | -------------------------------------- | -------------------------------------- | -------------------------------------- | -------------------------------------- | -------------------------------------- |
| Positie                                | 62                                     | 46                                     | 45                                     | 43                                     | 45                                     | 53                                     | 53                                     | 56                                     | 72                                     | 94                                     | uit                                    |